# Bosui

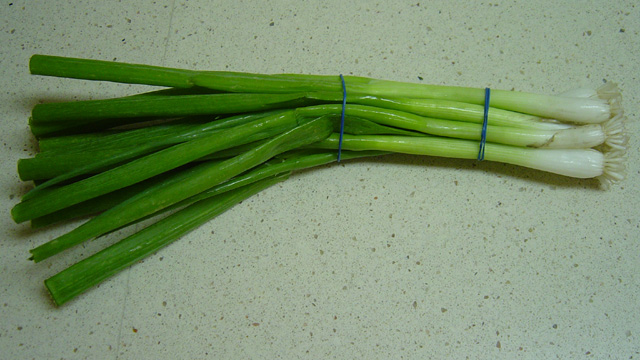
Bosuien

De bosui, lente-ui, sla-ui, of pijpajuin en schalulleke in Vlaanderen, is een jonge nog onvolgroeide geboste ui met blad. Er zijn bolvormende en niet-bolvormende rassen.
Voor de teelt kunnen zaaiuien worden gebruikt, die het jaar ervoor dik gezaaid worden. De kleine uitjes worden vervolgens in het voorjaar geplant en als het loof voldoende ontwikkeld is, worden ze geoogst.